# بلاغوفيشتشينكا (ألطاي كراي)
بلاغوفيشتشينكا (بالروسية: Благовещенка) هي مدينة في مقاطعة ألطاي كراي في روسيا. يبلغ عدد سكانها حوالي 12581 نسمة.